# Evert Bulder
Evert Jan Bulder (Groningen, 24 de desembre de 1894 - Heerenveen, 21 d'abril de 1973) fou un futbolista neerlandès que va competir a començaments del segle xx. Era germà del també futbolista Jaap Bulder.
El 1920 va prendre part en els Jocs Olímpics d'Anvers, on guanyà la medalla de bronze en la competició de futbol.
Pel que fa a clubs, defensà els colors del Be Quick entre 1913 i 1932. El 1920 guanyà la lliga nacional. Amb la selecció nacional sols jugà 1 partit, en què no marcà cap gol.